# Зорька (Крым)
Зо́рька (до 1948 года Саба́х-Эли́, Соба́к-Эли́; укр. Зорька, крымскотат. Sobaq Eli, Собакъ Эли) — исчезнувшее село в Белогорском районе Республики Крым, на территории Русаковского сельсовета. Располагалось в центре района, в предгорье Внутренней гряды Крымских гор, в безымянной балке, примерно в 2 км к востоку от современного села Русаковка.

## История
Первое документальное упоминание села встречается в Камеральном Описании Крыма… 1784 года, судя по которому, в последний период Крымского ханства Собак Эли входил в Аргынский кадылык Карасубазарского каймаканства. После присоединения Крыма к России (8) 19 апреля 1783 года, (8) 19 февраля 1784 года, именным указом Екатерины II сенату, на территории бывшего Крымского Ханства была образована Таврическая область и деревня была приписана к Симферопольскому уезду. После Павловских реформ, с 1796 по 1802 год, входила в Акмечетский уезд Новороссийской губернии. По новому административному делению, после создания 8 (20) октября 1802 года Таврической губернии, Сабах-Эли был включён в состав Табулдинской волости Симферопольского уезда.
По Ведомости о всех селениях в Симферопольском уезде состоящих с показанием в которой волости сколько числом дворов и душ… от 9 октября 1805 года в деревне Сабак-Эли числилось 8 дворов и 42 жителя, исключительно крымских татар. На военно-топографической карте генерал-майора Мухина 1817 года обозначена деревня Сабах-Эли как Субагели с 7 дворами. После реформы волостного деления 1829 года деревню Сабан Эли, согласно «Ведомости о казённых волостях Таврической губернии 1829 года», отнесли к Айтуганской волости (преобразованной из Табулдынской). На карте 1836 года в деревне Собах-Эли 20 дворов, как и на карте 1842 года.
В 1860-х годах, после земской реформы Александра II, деревню приписали к Зуйской волости. В «Списке населённых мест Таврической губернии по сведениям 1864 года», составленном по результатам VIII ревизии 1864 года, Собак-Эли — владельческая татарская деревня с 18 дворами, 56 жителями и мечетью при фонтанѣ. По обследованиям профессора А. Н. Козловского начала 1860-х годов, в селении имелись колодцы глубиной 3—8 саженей, 4 из них с пресной и 2 с солёной водой.На трёхверстовой карте 1865—1876 года в деревне Собах-Эли обозначено 15 дворов. В «Памятной книге Таврической губернии 1889 года» по результатам Х ревизии 1887 года записан Собаг-Эли с 23 дворами и 131 жителем.
После земской реформы 1890 года, Сабах-Эли отнесли к Табулдинской волости. Согласно «…Памятной книжке Таврической губернии на 1892 год», в деревне Сабак-Эли, входившей в Алексеевское сельское общество, было 72 жителя в 14 домохозяйствах, все безземельные. По «…Памятной книжке Таврической губернии на 1902 год» в деревне Собах-Эли, входившей в Алексеевское сельское общество, числилось 40 жителей в 7 домохозяйствах. По Статистическому справочнику Таврической губернии. Ч.II-я. Статистический очерк, выпуск шестой Симферопольский уезд, 1915 год, в деревне Сабах-Эли Табулдинской волости Симферопольского уезда числилось 13 дворов с русским населением в количестве 116 человек приписных жителей и 13 — «посторонних», из которых 61 мужчина и 68 женщин. Жители владели 337 десятинами удобной земли. В хозяйствах имелось 104 лошади, 52 вола, 18 коров и 39 голов мелкого скота.
После установления в Крыму Советской власти, по постановлению Крымревкома от 8 января 1921 года была упразднена волостная система и село вошло в состав вновь созданного Карасубазарского района Симферопольского уезда, а в 1922 году уезды получили название округов. 11 октября 1923 года, согласно постановлению ВЦИК, в административное деление Крымской АССР были внесены изменения, в результате которых округа ликвидировались, Карасубазарский район стал самостоятельной административной единицей и село включили в его состав. Согласно Списку населённых пунктов Крымской АССР по Всесоюзной переписи 17 декабря 1926 года, в селе Сабах-Эли, Мушашского сельсовета Карасубазарского района, числилось 27 дворов, из них 23 крестьянских, население составляло 130 человек, из них 123 русских, 6 немцев и 1 болгарин.
В 1944 году, после освобождения Крыма от фашистов, 12 августа 1944 года было принято постановление № ГОКО-6372с «О переселении колхозников в районы Крыма», в исполнение которого в район завезли переселенцев: 6000 человек из Тамбовской и 2100 — Курской областей, а в начале 1950-х годов последовала вторая волна переселенцев из различных областей Украины. С 25 июня 1946 года Сабах-Эли в составе Крымской области РСФСР. Указом Президиума Верховного Совета РСФСР от 18 мая 1948 года, Сабах-Эли переименовали в Зорьку. 26 апреля 1954 года Крымская область была передана из состава РСФСР в состав УССР. На 15 июня 1960 года село числилось в составе Русаковский сельсовета. Упразднено между 1 июня 1977 года (на эту дату село ещё числилось в составе совета) и 1985 годом (в перечнях административно-территориальных изменений после этой даты не упоминается).

### Динамика численности населения
| - 1805 год — 42 чел. - 1864 год — 56 чел. - 1889 год — 131 чел. - 1892 год — 72 чел. | - 1902 год — 40 чел. - 1915 год — 116/13 чел. - 1926 год — 130 чел. |